# الاتحاد العربي لعلم الفلك وعلوم الفضاء
الاتحاد العربي لعلوم الفضاء والفلك هيئة فلكية فضائية عربية مقرها مدينة عمان ، (AUASS) تأسست رسمياً سنة 1998 ، يهدف الاتحاد إلى تحقيق رفع شأن العلوم الفلكية والفضائية والنهوض بمستواها لتقوم بدورها في دفع عجلة التقدم وتطوير المجتمع العربي علمياً وتقنياً والحفاظ على التراث الفلكي العربي والإسلامي وإبراز دوره في تقدم الحضارة الإنسانية ، العمل على تحديد بدايات الأشهر القمرية بالطرق العلمية وتعزيزها بالوسائل الرصدية. كما يعمل على توحيد المصطلحات العلمية في مجال علوم الفضاء والفلك في الوطن العربي وتشجيع البحث والنشر والتأليف والترجمة للمادة العلمية باللغة العربية. الرئيس الفخري للاتحاد هو سلطان بن محمد القاسمي.

## مراحع
1. ↑  "أعضاء وأصدقاء مركز الفلك الدولي". www.astronomycenter.net. مؤرشف من الأصل في 2021-12-06. اطلع عليه بتاريخ 2022-02-03.